# Eupithecia forsterata
Eupithecia forsterata es una especie de polilla de la familia Geometridae. La especie fue descrita por primera vez por Eduard Schütze, habiendo sido descrita en 1960, con distribución en Irán. El holotipo de la especie fue descrita en el sector Särdab-Tal de los Montes Elburz a unos 3000 metros (9842,5 pies) de altitud.